# Sebastian Junger
Sebastian Junger (Belmont, Massachusetts, 17 de janeiro de 1962) é um jornalista, escritor e cineasta norte-americano. Como reconhecimento, foi nomeado ao Oscar 2011 na categoria de Melhor Documentário em Longa-metragem por Restrepo.